# Urwa ibn al-Zubayr
ʿUrwa ibn al-Zubayr (in arabo عروة بن الزبير بن العوام الأسدي‎?; Medina, 643 – Medina, 713) è stato uno storico e giurista arabo e un Tābiʿī.
Il suo nome completo era ʿUrwa ibn al-Zubayr ibn al-ʿAwwām al-Asadī. Viene ricordato come uno dei sette giuristi (fuqahāʾ) di Medina al tempo dei Tābiʿūn e per essere stato un pioniere della scienza storica islamica.

## Biografia

### Famiglia
Era figlio del Compagno del profeta Maometto (era uno dei Dieci Benedetti), al-Zubayr b. al-ʿAwwām, e di Asmāʾ bt. Abī Bakr e fratello di ʿAbd Allāh b. al-Zubayr e di Muṣʿab b. al-Zubayr ed era nipote per lato materno di ʿĀʾisha bt. Abī Bakr.
Suo figlio fu Hishām b. ʿUrwa (681-763), famoso giurista e storico anch'egli.

### Epoca di ʿUthmān
Nacque durante il califfato di ʿUmar b. al-Khaṭṭāb a Medina e visse durante il periodo della Grande Fitna tra il procugino di ʿUthmān e ʿAlī.
Malgrado suo fratello ʿAbd Allāh b. al-Zubayr contestasse esplicitamente il ruolo di Califfo dell'omayyadeʿAbd al-Malik, non si hanno notizie circa un suo eventuale coinvolgimento in favore di ʿAbd Allāh. Egli si impegnò infatti totalmente nello studio del fiqh e dei ʾaḥādīth, di cui era eccezionale conoscitore e raccoglitore, anche grazie all'aiuto offertogli dalla zia ʿĀʾisha, che gli mise a disposizione tutto il patrimonio di tradizioni "familiari" del Profeta suo marito.
È considerato il referente principale della informale "Scuola del Hijaz", che contribuì alla nascita e alla strutturazione della scienza storiografica arabo-islamica, che ebbe nel suo discepolo al-Zuhrī un notissimo esponente.
Visse una parte della sua vita a Baṣra e in Egitto. Secondo una testimonianza di Ibn Qayyim al-Jawziyya, verso gli ultimi anni della vita, mentre si trovava a Damasco in visita alla corte califfale di al-Walīd I, dovette farsi tagliare dai suoi chirurghi una gamba a causa di un'infezione degenerata in gangrena, affermando dopo l'operazione che con quella sua gamba amputata non aveva mai camminato sulla strada del male né s'era recato dove Allah non avrebbe voluto.

### Opere
ʿUrwa scrisse molti libri ma, temendo che essi potessero diventare fonte autorevole in grado di far concorrenza in qualche modo al Corano, li distrusse tutti il giorno della Battaglia della Seconda Harra. Più tardi se ne pentì.
Si sa anche che egli redasse uno dei primi scritti biografici sul Profeta, intitolato Sīra (Vita).

### Hadith
Fu maestro di Ibn Shihab al-Zuhri